# Rodolpho von Ihering
Rodolpho Theodor Wilhelm Gaspar von Ihering (* 17. Juli 1883 in Taquara; † 15. September 1939 in São Paulo) war ein brasilianischer Biologe (Ichthyologe).
Er war der Sohn des Zoologen Hermann von Ihering und studierte ebenfalls Zoologie in São Paulo mit dem Abschluss 1901. Danach war er Vizedirektor (unter seinem Vater) am Zoologischen Museum (im Museu Paulista). 1911 war er an der Meeresbiologischen Station in Neapel, in Wien und Paris am Naturgeschichtsmuseum, wo der Entomologe Eugène Louis Bouvier sein Lehrer war. Als sein Vater als Deutschstämmiger während des Ersten Weltkriegs von seinem Posten als Direktor des Zoologischen Museums enthoben wurde, ging auch Rodolpho von Ihering aus Protest und eröffnete eine kleine Fabrik für Metallobjekte. 1926/27 arbeitete er im Labor für Parasitologie der Universität São Paulo (Fakultät für Medizin) und wandte sich dann der Fischkunde zu. Von ihm stammen viele Erstbeschreibungen. Er arbeitete am 1927 gegründeten Institut für die Abwehr landwirtschaftlicher und tierischer Schädlinge in São Paulo als Assistent in der Sektion Entomologie und Parasitologie und Leiter der Abteilung Zoologie. Ab 1931 arbeitete er vor allem auf dem Gebiet der kommerziellen Fischzucht. 1932 bis 1937 war er technischer Kommissar für Fischzucht für den Nordosten Brasiliens.
Er war Mitglied der Brasilianischen Akademie der Wissenschaften und Ehrendoktor in Gießen.
Die brasilianische Gesellschaft für Zoologie vergibt einen nach ihm benannten Preis. Eine Fischforschungsstation in Pentecoste ist nach ihm benannt.
Er war mit Isabel de Azevedo (1885–1957) verheiratet, mit der er zwei Töchter und einen Sohn hatte.